# Kanada i olympiska sommarspelen 1924
Kanada deltog med 65 deltagare vid de olympiska sommarspelen 1924 i Paris. Totalt vann de tre silvermedaljer och en bronsmedalj.

## Medaljer

### Silver
- Archibald Black, George MacKay, Colin Finlayson och William Wood - Rodd, fyra utan styrman.
- Arthur Bell, Robert Hunter, William Langford, Harold Little, John Smith, Warren Snyder, Norman Taylor, William Wallace och Ivor Campbell - Rodd, åtta med styrman.
- William Barnes, George Beattie, John Black, Robert Montgomery, Samuel Newton och Samuel Vance - Skytte

### Brons
- Douglas Lewis - Boxning, weltervikt.